# سیارک ۴۰۵۲
سیارک ۴۰۵۲ (به انگلیسی: 4052 Crovisier، نامگذاری:1981DP2) چهار هزار و پنجاه و دومین سیارک کشف شده‌است که در ۲۸ فوریه ۱۹۸۱ کشف شد.
قدر مطلق سیارک برابر ۱۲٫۲۰ است.